# Warmklima

Die Klimageschichte der Erde. Die Buchstaben „W“ zeigen die Warmklimata an.

Erdmitteltemperaturen der letzten 540 Millionen Jahre. Im grünen Abschnitt liegt die letzte Warmklima-Periode mit ihrem Maximum im Eozän vor rund 55 Millionen Jahren.

Als Warmklima, auch Nichteiszeit, seltener Warmzeitalter, werden längere Wärmeperioden der Erdgeschichte bezeichnet, die voneinander durch Eiszeitalter getrennt sind.
In Zeiten mit Warmklima gibt es auf der Erde normalerweise keine größeren Vereisungsgebiete, insbesondere nicht in den Polargebieten (keine polaren Eiskappen). Lediglich in manchen Hochgebirgen kann es kleinere Vereisungen geben. Um diesen Klimazustand explizit auszudrücken, wird auch der Begriff akryogenes Warmklima (akryogen: nicht eisbildend) verwendet.
Es gab nach heutigem Wissensstand in der Erdgeschichte, je nach Definition, etwa vier bis sieben Eiszeitalter und ebenso viele Warmklimata. Die Warmklimata machen etwa 80 bis 90 Prozent der Erdgeschichte aus. Gegenwärtig, seit etwa 33,7 Millionen Jahren, herrscht kein Warmklima, sondern ein Eiszeitalter mit Vergletscherung der Antarktis, das Känozoische Eiszeitalter; bzw. wenn man die Vergletscherung beider Pole als Kriterium für das Eiszeitalter verwendet, herrscht seit etwa 2,6 Millionen Jahren das Quartäre  Eiszeitalter.
Während die mittlere globale Erdoberflächentemperatur heute bei etwa 15 °C liegt, betrug sie in den Warmklimaphasen rund 20 bis 25 °C, in der heißesten Zeit des letzten Warmklimas rund 30 °C. 
Im Zuge der aktuellen globalen Erwärmung wird vom Weltklimarat IPCC ein Temperaturanstieg um bis zu 5,4 °C bis zum Jahr 2100 vorhergesagt (resultierend in Temperaturen im Bereich bisheriger Warmklimata). Von gravierenden Folgen u. a. für die Menschheit wird ausgegangen.

## Überblick
Anders als bei den Eiszeitaltern gibt es noch keine Benennungen für die einzelnen Warmklima-Zeitalter der Erdgeschichte. Die typischen geologischen Spuren, wie sie Vereisungen hinterlassen, fehlen in Zeiten mit Warmklima. Während man innerhalb der Eiszeitalter Kalt- und Warmzeiten unterscheidet, bestehen Nichteiszeiten nur aus Warmzeiten. Somit wird das Erdklima wie folgt begrifflich gegliedert:
| Warmklima (Erdpole unvergletschert)  |                                                                                |
|                                      |                                                                                |
| Eiszeitalter (Erdpole vergletschert) | \| \| Warmzeit (Interglazial) \| \| \| \| \| \| Kaltzeit (Glazial) \| \| \| \| |
|                                      | \| \| Warmzeit (Interglazial) \| \| \| \| \| \| Kaltzeit (Glazial) \| \| \| \| |
|                                      | Warmzeit (Interglazial)                                                        |
|                                      |                                                                                |
|                                      | Kaltzeit (Glazial)                                                             |
|                                      |                                                                                |

|  | Warmzeit (Interglazial) |
|  |                         |
|  | Kaltzeit (Glazial)      |
|  |                         |

### Das erste Warmklima

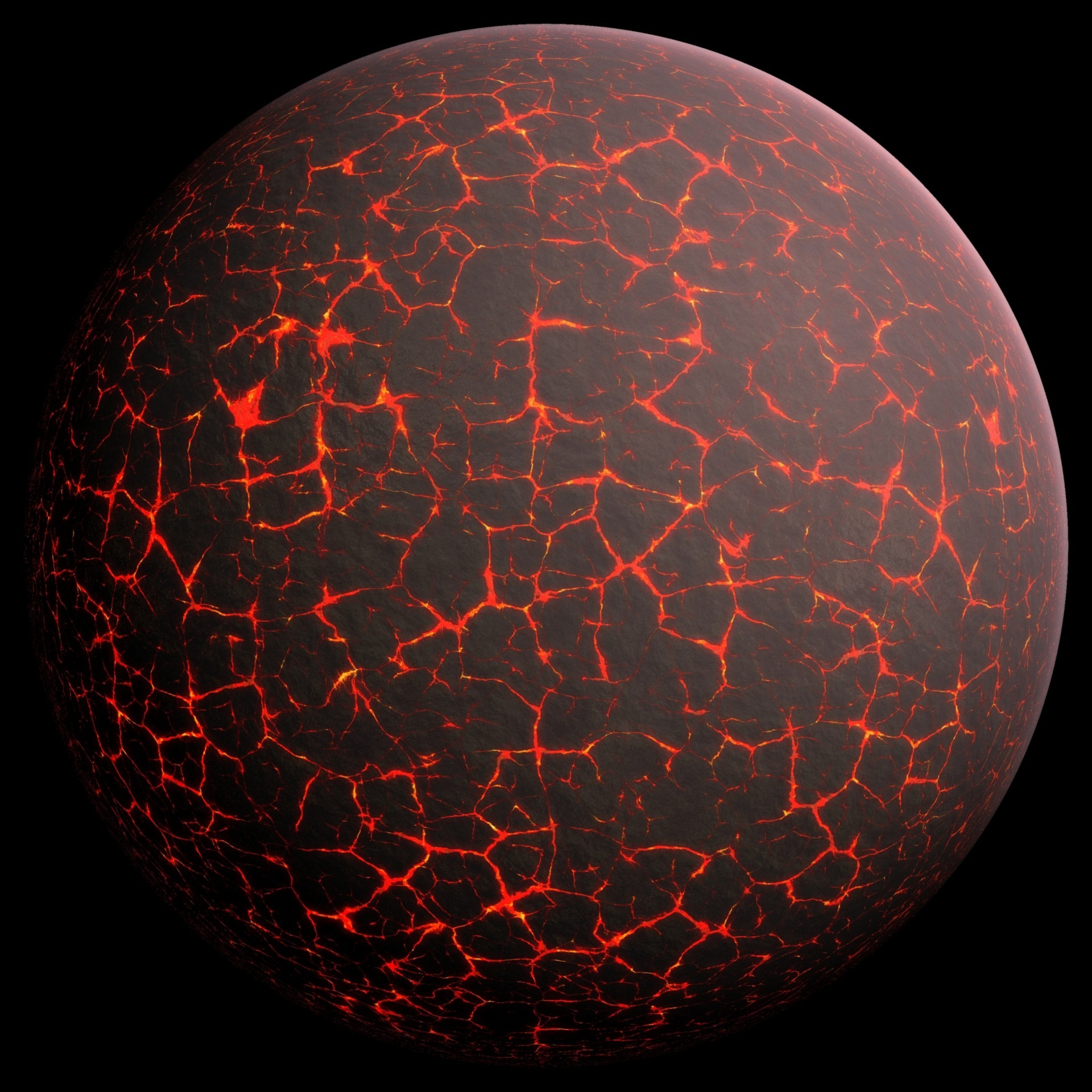
Künstlerische Illustration der jungen Erde

Als die Erde vor etwa 4,5 Milliarden Jahren entstand, war sie zunächst sehr heiß, sie begann also in einem Warmklima. Im ersten Äon der Erdgeschichte, dem Hadaikum, kühlte der Planet langsam ab, bis Wasserdampf kondensieren und sich erste Ozeane auf der Erdkruste bilden konnten. Bis vor etwa 3,9 Milliarden Jahren verhinderte das Große Bombardement die Bildung einer stabilen Erdkruste. Es ist umstritten, wann es zur Bildung eines ersten Urozeans kam. Aus der Zeit vor 3,8 Milliarden Jahren sind jedoch eindeutig Spuren flüssigen Wassers nachweisbar. Die Sonne war anfangs noch leuchtschwach, so dass der Urozean nach dem Abkühlen der Erdkruste eigentlich zu Eis hätte gefrieren müssen. Dies war aber anscheinend nicht der Fall. Zur Erklärung des damaligen Warmklimas mit flüssigem Wasser gibt es verschiedene Hypothesen (siehe Paradoxon der schwachen jungen Sonne). In den Ozeanen des darauf folgenden Archaikums (der Erdurzeit) entwickelte sich das erste Leben in Form von Prokaryoten (Archaeen und Bakterien) auf der Erde. Hinweise auf Leben seit mindestens 3,5 Milliarden Jahren sind belegt.
Erste Hinweise auf eine oder mehrere Vereisungsphasen existieren aus der Zeit vor 2,9 Milliarden Jahren (Pongola-Vereisung), eine signifikante und länger andauernde Unterbrechung des ursprünglichen Warmklimas fand durch die Paläoproterozoische Vereisung (oder Huronische Eiszeit) im älteren Präkambrium vor etwa 2,3 Milliarden Jahren statt. Sie wurde möglicherweise durch die erste Bildung von Sauerstoff in der Erdatmosphäre eingeleitet, die vor zirka 2,4 Milliarden Jahren begann (siehe Große Sauerstoffkatastrophe). Dieses Eiszeitalter könnte eine vollständige und die wahrscheinlich längste Schneeball-Erde-Episode in der Erdgeschichte gewesen sein und dauerte 300 bis 400 Millionen Jahre an.

### Das zweite Warmklima
Diesem ersten und zugleich längsten Eiszeitalter, das fast das gesamte bis dahin entstandene Leben wieder vernichtete, folgte eine mehr als eine Milliarde Jahre lange zweite Warmklimaphase, in der sich Eukaryoten (Lebewesen mit einem Zellkern) entwickelten. Zum Ende der Ära gibt es erstmals eine geschlechtliche Fortpflanzung. Durch diese wurde die Komplexität der nachfolgenden Lebensformen stark vergrößert; es entwickelten sich mehrzellige Organismen.
Ansonsten herrschten für diese Zeit relativ konstante atmosphärische und ozeanische Verhältnisse, weshalb sie von manchen Wissenschaftlern die langweilige Milliarde („boring billion“) genannt wird. Geologisch brach der angenommene Superkontinent Columbia (der vor etwa 1,8 bis 1,6 Milliarden Jahren bestand) langsam auseinander und ein neuer Superkontinent bildete sich, Rodinia, welcher vom Ozean Mirovia umgeben war.

### Mehrfache Wechsel

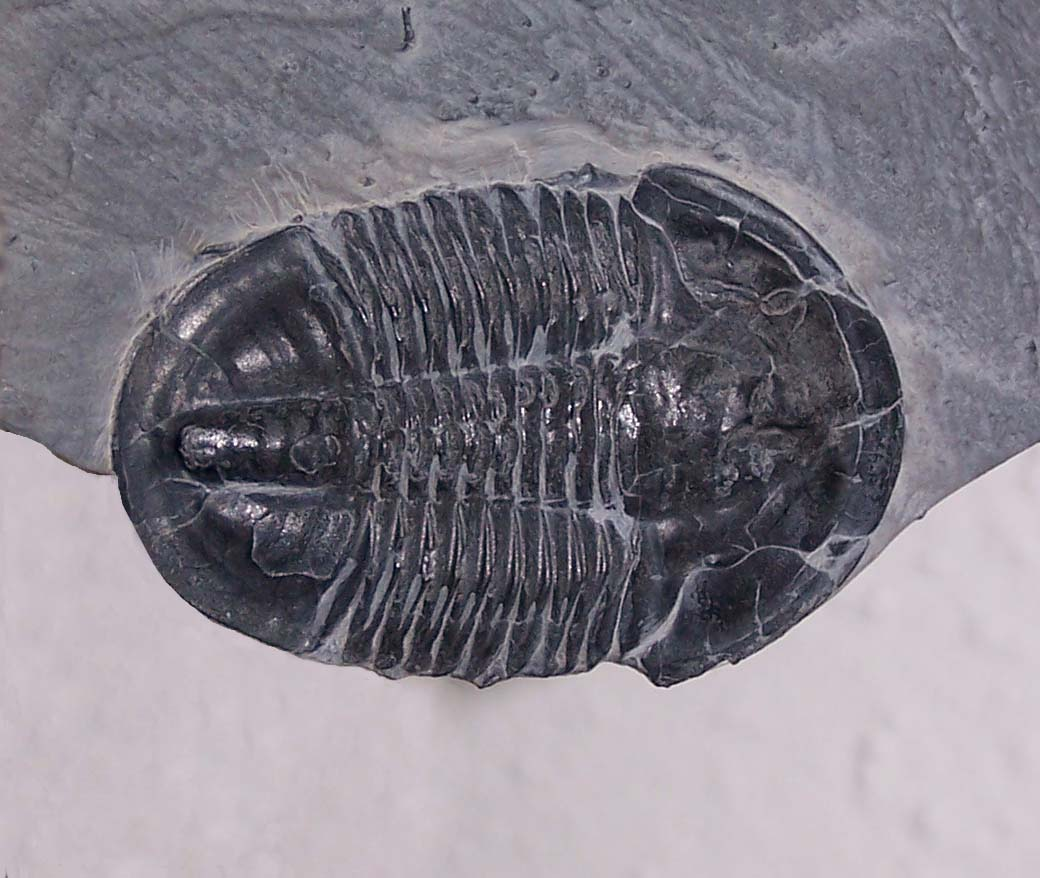
Die Trilobiten gehörten zu den ersten Gliederfüßern. Sie durchlebten mehrere Warmklimata und Eiszeitalter von vor etwa 521 Millionen Jahren bis vor etwa 251 Millionen Jahren.

In der letzten Milliarde Jahre gab es schließlich einen mehrfachen Wechsel von Eiszeiten und Nichteiszeiten. Eine gesicherte Gliederung dieses Zeitraums in Eiszeiten und Warmklimata ist derzeit noch nicht möglich. Die Kaigas-Eiszeit, die etwa auf den Zeitraum vor 780 bis 735 Millionen Jahren datiert wird, ist noch sehr ungesichert und war möglicherweise nicht global. Die Sturtische Eiszeit wird auf etwa vor 760 Millionen Jahren bis etwa vor 640 Millionen Jahren datiert, dabei könnte es sich eventuell um mehrere Sturtische Eiszeiten handeln. Die Marinoische Eiszeit soll vor etwa 650 bis 635 Millionen Jahren geherrscht haben.
Die relativ kurze Gaskiers-Eiszeit vor etwa 582 bis 580 Millionen Jahren führte zum verbreiteten Aussterben der ersten vielzelligen planktischen Organismen, den Acritarchen. Anschließend entwickelten sich im nächsten Warmklima mit der Ediacara-Fauna mutmaßlich sehr „primitive“ erste vielzellige Tiere (Metazoa). Mit der kambrischen Explosion traten dann zu Beginn des Kambriums vor etwa 543 Millionen Jahren Vertreter fast aller heutigen Tierstämme in einem geologisch kurzen Zeitraum von 5 bis 10 Millionen Jahren „explosionsartig“ auf. Dabei stellten Gliederfüßer die vorherrschende Tierform dar.
Im Ordovizium traten erstmals Landpflanzen auf, wobei neuere Studien eine Vegetationsausbreitung bereits im Kambrium postulieren. Am Ende des Ordoviziums vor rund 444 Millionen Jahren kühlte sich das Klima stark ab und es kam zur hirnantischen Vereisung auf der Südhalbkugel. Die damit einhergehende globale Abkühlung um zirka 5 Kelvin führte zu einem Massenaussterben. Diese Abkühlung könnte durch die Pflanzen verursacht worden sein, die der Atmosphäre Kohlenstoff entzogen. Anderen Quellen zufolge begann die Anden-Sahara-Eiszeit bereits etwas früher, im Katium vor etwa 450 Millionen Jahren, und dauerte durch das gesamte Silur hindurch bis vor etwa 420 Millionen Jahren an.
Im gemäßigt-warmen Devon entwickelte sich die Fauna und Flora weiter, bis die Karoo-Eiszeit vor etwa 360 bis vor etwa 260 Millionen Jahren den nächsten klimatischen Einschnitt bildete. Sie prägte das Karbon und das (Unter- und Mittel-)Perm und wird deshalb auch die „permokarbone“ oder „permokarbonische“ Vereisung genannt.

### Das letzte Warmklima

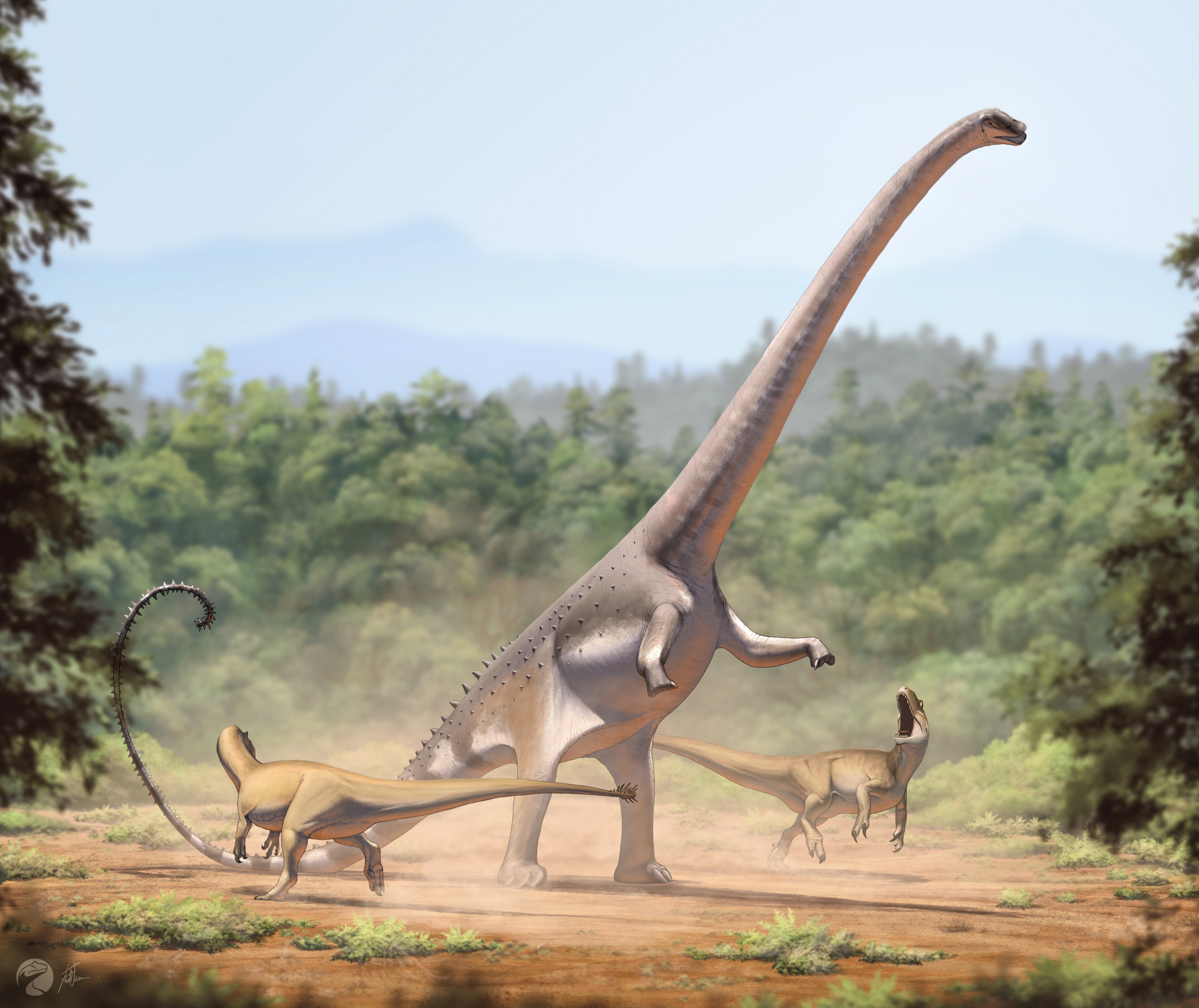
Die Dinosaurier lebten im letzten Warmklima.

Vor rund 265 bis 260 Millionen Jahren endete das vorletzte Eiszeitalter und es begann das bisher letzte Warmklima der Erde. An der Perm-Trias-Grenze vor rund 252 Millionen Jahren führte eine massive Vulkantätigkeit zu umfangreichen Emissionen von Kohlenstoffdioxid und Chlorwasserstoff, zu einer extremen Versauerung der Ozeane mit Freisetzung von Methan und Schwefelwasserstoff und zu einer daraus resultierenden sehr starken Klimaerwärmung, die das größte bekannte Massenaussterben der Erdgeschichte verursachte. Das Warmklima dauerte fort, und im Mesozoikum, das vor etwa 252 Millionen Jahren begann und vor etwa 66 Millionen Jahren endete, entwickelte sich aus den überlebenden Spezies wiederum eine neuartige Fauna und Flora, darunter die Dinosaurier. Die Temperaturen waren im frühen und mittleren Mesozoikum (Trias und Jura) etwa 2 bis 4 Kelvin und während der Kreidezeit 8 Kelvin höher als heute, im kreidezeitlichen Klimaoptimum vor rund 90 Millionen Jahren sogar über 10 Kelvin. Trotz der in dieser Zeit vorherrschenden tropischen Klimata gibt es Hinweise auf mindestens zwei signifikante Abkühlungsphasen. Die erste ereignete sich am Übergang vom Mittel- zum Oberjura vor etwa 160 Millionen Jahren und könnte eine zeitweilige Vereisung der nördlichen Polarregionen bewirkt haben. Auch in der Kreidezeit (Stufe Aptium) finden sich Indizien, die eine mehrere Jahrmillionen dauernde Abkühlung nahelegen.
Am Ende der Kreidezeit, an der Kreide-Paläogen-Grenze vor fast genau 66 Millionen Jahren, kam es erneut zu einem weltweiten Massenaussterben, als ein etwa 10 bis 15 km großer Asteroid im Gebiet des heutigen Golf von Mexiko in einem tropischen Flachmeer einschlug. Der darauf einsetzende Impaktwinter und eine sich anschließende extreme Hitzephase führten im Zusammenwirken mit einigen weiteren Faktoren zum Aussterben von 70 Prozent aller Arten, darunter sämtlicher Nichtvogel-Dinosaurier.
Gewissermaßen als Erben der Dinosaurier besetzten die Säugetiere im Verlauf des subtropisch geprägten Paläozäns die verwaisten ökologischen Nischen. Unter diesen Säugetieren waren auch die seit dem frühen Eozän nachweisbaren Primaten. Die Größe und Artenvielfalt der Säugetiere nahm über mehrere Jahrmillionen ständig zu, und auch die Vögel, die von der Krise an der Kreide-Tertiär-Grenze in besonders hohem Maße betroffen waren, verzeichneten rasche evolutive Fortschritte. An der Grenze zum Eozän vor rund 55 Millionen Jahren ereignete sich mit dem etwa 180.000 Jahre andauernden Paläozän/Eozän-Temperaturmaximum (PETM) ein weltweiter, plötzlicher Temperaturanstieg von zirka 4 bis 8 Kelvin mit erheblichen Auswirkungen auf die ozeanischen und festländischen Lebensbereiche. Während die Meere zunehmend versauerten, reagierten manche Säugetier-Arten auf die veränderten Umweltbedingungen mit einer deutlichen Tendenz zum Zwergenwuchs.
Während des Eozäns kam es auf der Basis eines Warmklimas zu einer Reihe von Abkühlungs- und Erwärmungsphasen wie dem Azolla-Ereignis. Diese Klimaschwankungen hatten aufgrund ihres raschen Verlaufs erhebliche Auswirkungen auf die Biodiversität und führten zu einem mehrmaligen Faunenwechsel. Der klimatisch schärfste Einschnitt ereignete sich an der Grenze zwischen Eozän und Oligozän mit dem Aussterbeereignis der Grande Coupure vor knapp 34 Millionen Jahren.
Im Zuge einer gravierenden globalen Abkühlung begann die Vergletscherung von Antarktika und damit gleichzeitig das Känozoische Eiszeitalter. Vor rund 40 Millionen Jahren begann sich zwischen der Antarktis und Südamerika die Drakestraße allmählich zu öffnen. Die dadurch ausgelöste Entstehung des Zirkumpolarstroms verstärkte den Prozess der Vereisung. Die bis dahin den Kontinent bedeckenden Wälder wurden verdrängt.

### Aktuelle und zukünftige Entwicklung
Die geologische Gegenwart ist identisch mit der seit 11.700 Jahren herrschenden Epoche des Holozäns, einer Warmzeit innerhalb des Quartären Eiszeitalters. In diese klimatisch relativ stabile Phase fällt die kulturelle Entwicklung der Menschheit. Im Zuge der aktuellen globalen Erwärmung, die mit sehr hoher Wahrscheinlichkeit hauptsächlich auf menschlichen Einflüssen beruht, kam es zwischen 1880 und 2012 bereits zu einem globalen mittleren Temperaturanstieg in Bodennähe von 0,85 °C. Bei fast ungebremsten Treibhausgas-Emissionen ist ein (erdgeschichtlich sehr rascher) Temperaturanstieg über die 4-°C-Schwelle hinaus bis an das Ende des Jahrhunderts möglich, gekoppelt mit dem fortschreitenden Abschmelzen der Polkappen und einem beschleunigten Meeresspiegelanstieg. Verschiedene Folgen der globalen Erwärmung sind bereits jetzt beobachtbar. Weitere, möglicherweise für die Menschheit bedrohliche Auswirkungen der klimatischen Veränderungen werden vorhergesagt.
Der anthropogene Kohlenstoffdioxideintrag in die Atmosphäre wird nach übereinstimmender wissenschaftlicher Auffassung selbst bei einer künftigen Reduzierung der Emissionen in signifikanten Mengen noch über Jahrtausende nachweisbar sein, wobei hinsichtlich der fortschreitenden globalen Erwärmung mehrere Szenarien denkbar sind. Diese Entwicklung hängt maßgeblich davon ab, auf welches Level die atmosphärische CO2-Konzentration in den nächsten Jahrhunderten letztendlich steigen wird. Ohne technologische Gegenmaßnahmen, zum Beispiel in Form eines umfassenden Geoengineerings, würden sich die mit einer dauerhaften Erwärmung verknüpften Folgen als irreversibel erweisen. Einige Studien schließen die Möglichkeit nicht aus, dass eine längere Warmphase im Bereich von 100.000 Jahren aufgrund langfristig wirksamer Rückkopplungsprozesse (long-term feedbacks) in Verbindung mit einer hohen Erdsystem-Klimasensitivität einen ähnlichen Verlauf wie das Paläozän-Eozän-Temperaturmaximum nehmen könnte.
Auf geologischen Zeitskalen von hundert Millionen Jahren und mehr wird der Leuchtkraftzuwachs der Sonne zu einem dauerhaften und allmählich intensiver werdenden Warmklima führen und die weitere Erdgeschichte prägen.

## Spuren in der Arktis und Antarktis

Die Superkontinente Laurasia und Gondwana etwa 200 mya

Warmzeiten bildeten die Grundlage für die Kohlevorkommen in der damals bewaldeten Antarktis, Teil des damaligen Großkontinents Gondwana. Aus dieser Zeit findet man auch Fossilien von Reptilien in Antarktika, darunter auch Dinosaurier. Der damalige Lebensraum hat keine Entsprechung zu irgendeinem heute existierenden Lebensraum der Erde: die Tier- und Pflanzenwelt war besonders an die lange Dunkelheit in der Polarnacht angepasst.
In der Arktis wuchsen im heißen Eozän bei Temperaturen von bis zu 27 °C und Ozeanoberflächentemperaturen im Nordmeer von 20 °C sogar Palmen, worauf Reste von Palmenpollen am Boden des Arktischen Ozeans hinweisen. Die Wintertemperaturen betrugen damals im Nordpolargebiet durchschnittlich über 8 °C.

## Klimata

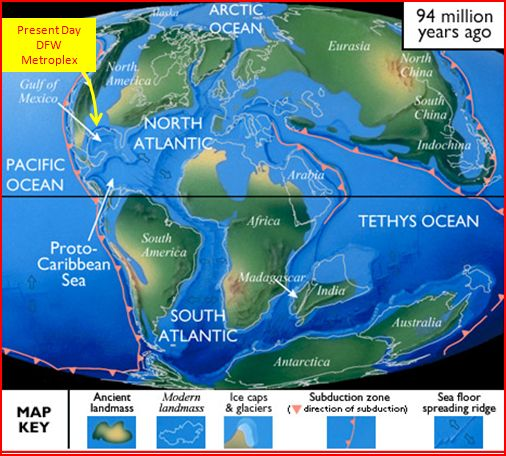
Im Warmklima vor rund 100 Millionen Jahren war das mittlere Nordamerika vom Western Interior Seaway überflutet

Während man in Eiszeitaltern typischerweise oszillierende Temperaturverläufe findet, sind die Temperaturen im Warmklima eher relativ gleichförmig. Es wurden jedoch auch innerhalb von Warmklimata besondere Wärmeanomalien und mit ihnen verbundene abrupte Klimawechsel festgestellt. Dazu gehören das Paläozän/Eozän-Temperaturmaximum vor etwa 55 Millionen Jahren, eine kurze Periode einer globalumfassenden starken Klimaerwärmung, und das Eocene Thermal Maximum 2 vor etwa 53,7 Millionen Jahren.
In Zeiten mit Warmklima herrscht in der Regel global gesehen ein feuchteres Klima, da bei größerer Wärme mehr Wasser verdunstet. Es kann aber auch umgekehrt sein in Form von größerer Trockenheit. Dies war etwa im trocken-heißen Warmklima des Trias der Fall. Die Ursache dafür lag in der Form des Superkontinents Pangaea. Während Pangaeas Küsten vermutlich sehr starken Monsunen und deren Niederschlägen ausgesetzt waren, wird für das zentrale Pangaea eine riesige Wüste mit extremem Kontinentalklima angenommen.
Der Meeresspiegel lag in den Nichteiszeiten drastisch höher als in den Eiszeiten, da kein Wasser in Eisschilden gebunden war; hinzu kommt die Wärmeausdehnung der oberen Meerwasserschichten. Im letzten Warmklima vor etwa 35 Millionen Jahren war der Meeresspiegel knapp 70 m höher als heute. Dadurch waren große Landbereiche von Ozeanen überflutet. Die Meeresoberflächentemperaturen waren deutlich wärmer als in den Eiszeiten, das Tiefenwasser der Ozeane hingegen war auch in Warmklimazeiten kalt. Durch die verringerte Umwälzung der wärmeren Weltmeere waren oftmals große Teile der Ozeane sauerstofffrei und es kam zu ozeanisch anoxischen Ereignissen.
Im Warmklima waren die Temperaturen, so wie heute auch, keineswegs überall gleich, sondern in hohen Breitengraden (in Polarnähe) niedriger als am Äquator und im Hochgebirge niedriger als auf Meereshöhe. Die Temperaturdifferenz verglichen zu heute war an den Polen größer als am Äquator.